# استدامة ذاتية

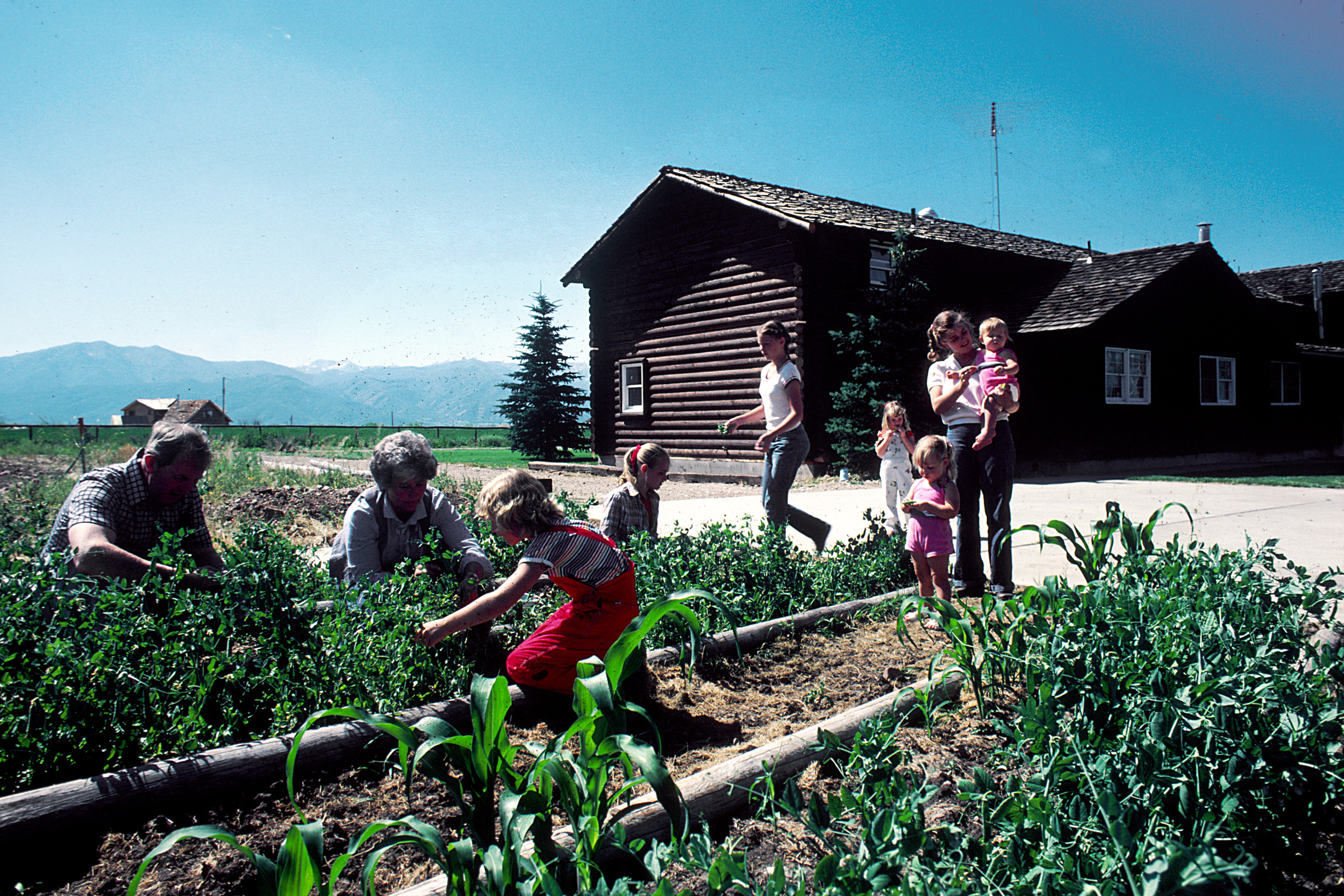
زراعة عائلية - عائلة من القوقاز

الاستدامة الذاتية والاكتفاء الذاتي هما حالتان متداخلتان من الوجود تقوم على عدم حاجة الفرد أو المنظمة إلى مساعدة الإخرين أو حتى التواصل معهم، ويلزم بالإستدامه الذاتية أن الذات (النفس) كافية (لتلبية الحاجات)، ويمكن لأيّ كيانٍا مستديم ذاتيا في الوجود (أي جسد فيزيائي) ان يَصون إكتفاءه الذاتي إلى أجل غير مسمّى، وتمثل هذه الحالاتين الوجوديتين أنواعًا من الاستقلال الشخصي أو الجماعي، والاقتصاد المكتفي ذاتيًا هو الاقتصاد الذي لا يحتاج أو يحتاج القليل من المتاجرة مع العالم الخارجي حتى يزدهر.

## وصف
إن الإستدامة الذاتية نوع من المعيشة المستدامة تقوم على استهلاك ما يمكن إنتاجه فقط من قبل الأفرد المكتفين بذاتهم، ومن الأمثلة على محاولات إتخاذ الاكتفاء الذاتي كنمط حياة في أمريكا الشمالية هي: الحياة البسيطة ، وتخزين الطعام ، والسكن الزراعي ، وخارج الشبكة، والبقائية ، وأخلاقيات افعلها بنفسك ، وحركة العودة إلى الأرض .
وإن من الممارسات التي تمكن وتساعد على الإستدامة الذاتية هي: البناء المستقل ذاتيا ، الزراعة المعمرة ، الزراعة المستدامة ، و الطاقة المتجددة ، ويطبق هذا المصطلح كذلك على أشكال محدودة من الاستدامة الذاتية، فعلى سبيل المثال: زراعة الفرد لطعامه أو سعيُ الفرد لتحقيق الاستقلال المادي عن الدعم المالي من المؤسسات الحكومية ، وأيضا، الإستدامة الذاتية للتركيبات الكهربائية تعتبرُا مقياسا لمدى درجة استقلاليتها عن الشبكة المحلية، وتُعرَّف على أنها النسبة بين كمية الطاقة المنتجة محليًا التي تُستهلكُ محليًا، سواءً بطريقة مباشرةً بعد انتاجها أو بعد تخزينها، والإستهلاك الكلي للطاقة.
ويعتبر النظام مستديم ذاتيًا (أو مكتفي ذاتياً) إذا كان النظام قادراً على المحافظة على نفسه بشكلاٍ مستقلاٍ. الاستدامة الذاتية للنظام هي:
1. الدرجة التي يمكن للنظام أن يحافظ فيها على نفسه دون الحاجة لدعمٍ خارجي
2. المدة الزمنية التي يكون فيه النظام مكتفيًا بذاتهٍ

وتُعتبر الاستدامة الذاتية إحدى «المرافقات» التي ترتبط ارتباطًا وثيقًا بالاستدامة والوفّرة ، وفي كتابات علم الإقتصاد، ويُشار أيضًا إلى النظام الذي يتمتع بميزة الاكتفاء الذاتي على أن مكتفي اقتصاديا بذاته

## أمثلة

### الحالات السياسية
مفهوم الاقتصاد المكتفي بذاته (Autarky) هو: وجود كيان ( فزيائي أو معنوي) قادر على البقاء والإستمرار في نشاطه دون الحاجة لمساعدة خارجية. وإن مصطلح(Autarky) الاكتفاء الذاتي ليس بالضرورة اكتفاء ذاتي من ناحية اقتصادية، فعلى سبيل المثال، الاكتفاء الذاتي العسكري هي أمة قادرة على الدفاع عن نفسها دون مساعدة من امة أخرى.

### العمل
وفقًا لوزارة العمل في ولاية أيداهو، يعتبر الشخص البالغ الموظف مكتفيًا ذاتيًا إذا تجاوز دخل الأسرة 200٪ حسب توجيهات مكتب التنظيم ومستوى ميزانية دخل الفقراء مستوى الدخل الخاص بمكتب الإدارة والميزانية. 

### سرب القرين للقرين
في أنظمة سرب القرين للقرين، يكون السرب مكتفيًا ذاتيًا إذا كانت جميع كتل الملفات متوفرة للدخول بين الأقران ( مع إستثناء الملفات المرفوعة والناشرين). 

## مناقشة

### الاستدامة الذاتية والبقائية
وفي حين أن الاستدامة الذاتية هي صفة إستقلالية يتسم بها الفرد، فإن البقائية قابلية الفرد على الحفاظ على الاستدامة الذاتية لنفسه والحفاظ على حياته على المدى البعيد، ويؤمن الكثيرون أن الإستدامة الذاتية تؤَمِن فرصة أكبر في إمكانية النجاة من الموت، ولكن يعارضهم الكثيرون في هذا الإعتقاد، ويجادلون بحجة أن الاستدامة الذاتية ليست ضرورية للنجاة من الموت، ولكن على العكس من ذلك فالخبرة في المجال وبالتالي الإعتماد على الغير هما الضروريان للنجاة. 
وتأمل المثالين المقدمين أعلاه، فبين شتى البلدان، تعتبر المعاملات التجارية تعتبر بقدر اهمية الاستدامة الذاتية، وفي الأعم الأغلب ما يكون الاكتفاء الذاتي غير مجدي، فتبين ان الروابط الإجتماعية بين البشر مرتبطة بالسعادة والنجاح بقدر ارتباطها بالاستدامة الذاتية. 